# Parafia Matki Bożej Fatimskiej w Krakowie (Płaszów)
Parafia Matki Bożej Fatimskiej w Krakowie – parafia rzymskokatolicka należąca do dekanatu Kraków-Podgórze archidiecezji krakowskiej. Mieści się w krakowskiej dzielnicy Płaszów. Duszpasterstwo prowadzą duchowni ze Zgromadzenia Księży Najświętszego Serca Jezusowego (Sercanów). 

## Historia
Parafia została utworzona w 2012 roku dekretem księdza kardynała Stanisława Dziwisza. Od 1 lipca 2022 proboszczem parafii jest ks. dr Damian Płatek SCJ. 

## Terytorium parafii
Do parafii należą wierni z Krakowa z dzielnicy Płaszów (ulice: Bagrowa, Batki, Biskupińska, Brandla, płk. Dąbka, Gliniana, Golikówka do nru 95, Goszczyńskiego, Grochowa, Heweliusza, Iłowa, Kacza, Kosiarzy (część), Kozia, Lipska, Łanowa, Mały Płaszów, Mierzeja Wiślana, Motyla, Myśliwska (od skrzyżowania z ul. Lasówka), Obrońców Modlina, Przewóz (od skrzyżowania z ul. Rzebika), Rzebika, Siemienowicza, Sudecka, Surzyckiego, Żeńców, Żołnierska i Źródlana).